# Виттес, Мишель
Мишель Виттес (англ. Michelle Vittese, 6 декабря 1989, Филадельфия, Пенсильвания, США) — американская хоккеистка (хоккей на траве), нападающий. Участница летних Олимпийских игр 2012 и 2016 годов, бронзовый призёр Панамериканского чемпионата 2017 года, двукратная чемпионка Панамериканских игр 2011 и 2015 годов, .

## Биография
Мишель Виттес родилась 6 декабря 1989 года в американском городе Филадельфия.
В 2008 году окончила католическую среднюю школу в Камдене и университет Вирджинии по специальности «история».
Играла в хоккей на траве за университетскую команду «Вирджиния Кавальерз», впоследствии играла в «».
В 2011 году дебютировала в женской сборной США.
Дважды выигрывала золотые медали хоккейных турниров Панамериканских игр — в 2011 году в Гвадалахаре и в 2015 году в Торонто.
В 2012 году вошла в состав женской сборной США по хоккею на траве на летних Олимпийских играх в Лондоне, занявшей 12-е место. Играла на позиции нападающего, провела 6 матчей, мячей не забивала.
В 2016 году вошла в состав женской сборной США по хоккею на траве на летних Олимпийских играх в Рио-де-Жанейро, занявшей 5-е место. Играла на позиции нападающего, провела 6 матчей, забила 2 мяча (по одному в ворота сборных Австралии и Великобритании).
В 2016 году завоевала бронзовую медаль Трофея чемпионов.
В 2017 году стала бронзовым призёром Панамериканского чемпионата.
В 2011—2018 годах провела за сборную США 211 матчей.